# Route européenne 85
Pour les articles homonymes, voir E85 et Route 85.
La route européenne 85 (E85) est une route qui relie Klaipėda à Alexandroúpoli via Vilnius et Bucarest.

Elle parcourt environ 2 315 km.
C'est l'extension du réseau par la route européenne 262 : Kaunas - Ostrov.

## Localités traversées

### Lituanie
- Klaipėda
- Kaunas
- Vilnius
- Šalčininkai

### Belarus
- Lida
- Slonim
- Kobrin

### Ukraine
- Dubno
- Ternopil
- Chernivtsi

### Roumanie
- Siret
- Suceava
- Fălticeni
- Roman
- Bacău
- Adjud
- Focşani
- Râmnicu Sărat
- Buzău
- Urziceni
- Bucarest
- Giurgiu

### Bulgarie
- Roussé
- Byala (Roussé)
- Veliko Tarnovo
- Gabrovo
- Kazanlak
- Stara Zagora
- Haskovo
- Svilengrad

### Grèce
- Orménio
- Kastaniés
- Didymotique
- Alexandroúpoli